# Knud Storgaard
Knud Storgaard (født 10. august 1972) er en dansk professionel golfspiller, der spiller på Challenge Touren.
Storgaard, der har en kandidatgrad i matematik og fysik fra Aarhus Universitet, blev professionel i 1996 og sikrede sig allerede året efter adgang til Europa Touren. Han vandt sin allerførste turnering på challengetouren i 1997, nemlig Open de Cote d'Ivoire efter omspil mod Anssi Kankkonen. Efter 1998-sæsonen mistede han sit tour-kort, og måtte vende tilbage til Challenge Touren.
I 2000 fik han igen adgang til det fine selskab, men kun en enkelt sæson. I 2003 genvandt han kortet via Tourskolen, men spillede ikke anden halvdel af sæsonen, fordi han fik konstateret testikelkræft. Efter at have overvundet sygdommen fik han dispensation til at deltage i en håndfuld turneringer i 2004-sæsonen, men det var ikke nok til at beholde kortet.
I dag spiller han på Challenge Touren.

## Turneringssejre
Challengetour
- 1997 Open de Cote d'Ivoire
- 1997 Esbjerg Danish Open

Andre sejre
- 1993 Dansk amatørmesterskab

## Eksterne Henvisninger
- Knud Storgaards hjemmeside Arkiveret 29. maj 2006 hos  Wayback Machine